# Járműútvonal-tervezési probléma

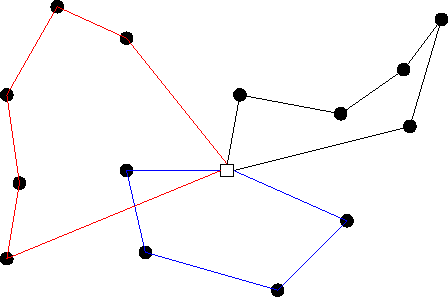
Egy illusztráció a jármű útvonaltervezési problémáról

A járműútvonal-tervezési probléma vagy jármű-útválasztási probléma (az angol szakirodalomban Vehicle Routing problem, VRP) egy kombinatorikai optimalizálási és egészértékű programozási probléma, amelynek központi kérdése: „Melyik az az optimális útvonalhalmaz egy járműflotta járművei számára, hogy azok a vevőkör minden rendelését teljesítsék?” Gyakran előfordul, hogy egy központi raktárban található árukat kell kiszállítani a kuncsaftoknak, és a VRP célja a teljes útvonalköltség minimalizálása. Az úgynevezett utazóügynök-probléma általánosítása.
A VRP legelőször George Dantzig és John Ramser 1959-es cikkében jelent meg, amely tárgyalta az első algoritmikus megközelítést, amelyet üzemanyag-szállításokra alkalmaztak. 1964-ben Clarke és Wright továbbfejlesztette Dantzig és Ramser megközelítését egy hatékony mohó algoritmus, az úgynevezett megtakarítási algoritmus (savings algorithm) segítségével.
Az optimális megoldás meghatározása NP-nehézségű feladat, így a matematikai programozással vagy kombinatorikus optimalizálással megoldható problémák mérete korlátozott lehet. Ezért a kereskedelmi algoritmusok általában heurisztikákat alkalmaznak a gyakorlatban előforduló esetekhez.
A VRP-nek számos alkalmazása létezik az iparban. Az útvonaltervező eszközök fejlesztői szerint az algoritmus 5%-30%-os költségmegtakarítást kínál.

## Utasszállításhoz kapcsolódó problématípusok szempontrendszere
Az utasszállításhoz kapcsolódó problématípusoknál az optimalizációs feladat megközelítése során az alábbi szempontok figyelembevétele ajánlott:
- Igény kezelés:
  - Az igények egyidejűleg több igényfeladótól (pl. gyárakból) is származhatnak.
  - Az igényadatok összegyűjtésére többféle megoldás használatos lehet, néhány lehetőség a teljesség igénye nélkül:
    - ERP rendszerekből - interfészen keresztül - érkező igények alapján,
    - Műszakrendektől függő igények esetén a műszakrendekből történő generálással,
    - Manuálisan felrögzített igények alapján.

  - A munkába szállítási és a hazaszállítási probléma együtt kezelésével gazdaságosabb eredmény érhető el, mintha külön optimalizálnánk azokat.
  - Az igények összegyűjtése során korlátozott lehet azok jármű és állomásonkénti kombinálása, amelyet optimalizáció során figyelembe kell venni.
- Flotta kezelés:
  - A biztosított flotta járművei egyidejűleg több tulajdonostól is származhatnak.
  - Az egyes járműtípusok eltérők lehetnek, amely kihat az optimalizációra az alábbi ismérvek szerint:
    - Jármű kapacitás,
    - Jármű telephely,
    - Jármű futásidő limit – az optimalizációs feladat teljesítése során rendelkezésre álló időkeret,
    - Jármű időjárás faktor – időjárási viszonyoktól függő sebességkorlátozás,
    - Jármű priorizálási lehetőségek (pl. tulajdonos és jármű típus szerint),
    - Fix költségek (sofőr bére és annak járulékai, amortizáció, műszaki vizsga, szerviz, autópálya használat),
    - Változó költségek (üzemanyag költség).

  - Gyűjtőpontos szállítás esetén az egyes járműtípusok ugyancsak eltérők lehetnek:
    - Gyűjtőpontra szállító jármű,
    - Gyűjtőpontról szállító jármű,
    - Gyűjtőponttól független jármű,

  - Mivel a járművek telephelyei általában különbözőek, ez jelentősen kihat az optimalizáció eredményére, így számolni kell a flotta ideális elhelyezésével.
  - Számolni kell azzal, hogy a felvételi / leadási ponton egy adott jármű használata tiltott lehet. Naptártól és műszakrendtől függően változhatnak az említett kizárási szabályok.
  - Az úton lévő járműveket zárolni kell a következő optimalizációs feladat elől.
  - A járművek GPS követési adatait célszerű felhasználni az optimalizáció során.
- Gráf kezelés:
  - Az úthálózat kezelést célszerű valamelyik online térképkezelő rendszerrel integrálni, az induló gráf felépítése és az esetleges változások automatizált követése érdekében.
  - Az útszakaszok gyakorlati használhatósága eltérő lehet az online térképi adatbázisban használtaktól, ezért a gráf manuális korrekciójával, korlátozásaival számolni kell.
  - Az útszakaszok maximálisan járható sebessége változó, mellyel az optimalizáció során számolni kell.
  - Az útszakaszok átjárhatósága korlátozott lehet a jármű áthaladási irányától függően. Naptártól és műszakrendtől függően változhatnak az említett kizárási szabályok.

## Utasszállításhoz kapcsolódó problématípusok megoldási heurisztikái
Az egészértékű programozási feladatokkal (MILP) leírt, utasszállításhoz kapcsolódó problématípusok optimalizálása a következő heurisztikák segítségével jelentősen egyszerűsíthető és gyorsítható:
- Probléma részekre bontása:
  - Küllőkre bontás – amennyiben a bejárandó gráf a természeti vagy közlekedési adottságok alapján részekre bontható, úgy az optimalizálandó problémát is célszerű az egyes részgráfokra bontva futtatni.
  - Irányokra bontás – az optimalizálandó feladat általában egyidőben tartalmaz beszállási és hazaszállítási igényeket is, amelyeket egyesített feladatként kiértékelve gazdaságosabb, azonban számításigényesebb megoldás kapunk. Külön-külön futtatva a bemenő és hazatérő igényeket, majd a kapott eredményeket egy heurisztika segítségével egyesítve, közel optimális eredményt, azonban többszörös teljesítménynövekedést érhetünk el.
- Probléma egyszerűsítése:
  - Bázis buszok számának limitálásával – a megoldandó feladat a terminál buszokon kívül központi (bázis) buszokat is tartalmazhat, azonban csak azokat a bázis buszokat érdemes bevonni a probléma kiszámításába, amelyek a megoldás tekintetében jobb eredményt hozhatnak. A bázis buszok számának korlátozása megfelelő heurisztika alkalmazásával többszörös teljesítménynövekedéshez vezethet.
  - Gráf tömörítés – alapértelmezett esetben az alkalmazott gráf egy élre eső felvevő vagy leadópontjain bárhol megfordulhatnak a buszok. Amennyiben viszont feltördeljük a gráf ezen élét egy előre definiált élhosszúsággal és a buszok fordulását az említett él mentén csak a törési pontokon engedélyezzük, közel optimális eredményt, azonban többszörös teljesítménynövekedést érhetünk el.
  - Feszítőfa képzés – egy adott probléma esetén ha járművenként a valóban felmerült felvevő vagy leadópontokat, illetve a jármű állomását a legrövidebb utakon összekötve megkapjuk a probléma által érintett útszakaszok variációinak összességét. Az ezen útszakaszokon kívül eső élek tehát biztosan nem lesznek érintve, így ezeket a probléma megoldásában felesleges figyelembe venni. Ez a heurisztika probléma típustól függően változó, adott esetben akár tízszeres gyorsulást hozhat.
  - Zónázás
    - Negatív zónázás - a járművek utasfelvétele tapasztalati értékek alapján korlátozható: nem halad távolabb a jármű a járművet az ipari parkkal összekötő legrövidebb úttól egy tapasztalati X távolságnál. Ezen elv mentén minden járműre kizárhatók bizonyos nem gyakorlatias távolságban lévő igényfelvételi vagy leadási pontok.
    - Pozitív zónázás – azon igényfelvételi vagy igényleadási pontok, amelyek a negatív zónázás következtében jármű nélkül maradnának, a feladatot megoldhatatlanná tennék. Ennek elkerülésére a hozzájuk legközelebb eső N db járműre fel kell oldani a negatív kizárás eredményét – annak pozitív korrekciójaként.
- Kiértékelő tuningolása – a kereskedelemben kapható MILP kiértékelő komponensek teljesítménye problématípustól függően több tízszerese vagy több százszorosa is lehet az ingyenes eszközökének. Ezen felül a kereskedelmi eszközök olyan funkciókkal is rendelkeznek ami növeli használhatóságukat az utasszállításhoz kapcsolódó problématípusok esetén, ezek a következők:
  - Többszálú futtatás lehetősége
  - Automatikus paraméter tuningolás lehetősége
  - Lazy kényszerek alkalmazásának lementése
  - Kiértékelő kezdőértékek használatának lehetősége:
    - Előző számítás kezdőértékek – előfordul, hogy a probléma kiértékelés az előző azonos probléma kiértékelésének egy finomítása, bizonyos paraméterek (pl. járművek) megkötésével, ilyen esetben célszerű az előző számítás eredményéből fixált változókat indulóértékként vagy megkötésekként felhasználni.
    - Struktúramegoldás kezdőértékek – az optimalizálandó probléma általánosságban egy hálózatot reprezentáló gráfon fut, azonban a gráfot struktúrává alakítva és a kiértékelést ezen elvégezve az így kapott eredmények, mint induló eredmények jelentősen gyorsíthatják a valós, hálózat alapú probléma kiértékelését.

  - Az optimumkeresés korai megszakításának lehetősége:
    - Az optimumkeresés relatív érték szerinti megszakítása
    - Az optimumkeresés abszolút érték szerinti megszakítása
    - Az optimumkeresés időlimit szerinti megszakítása
    - Az optimumkeresés növekményalapú megszakítása (elért optimum és az optimalizálásra fordított idő hányasa)

## Utasszállításhoz kapcsolódó problématípusok infrastrukturális elvárásai
Az utasszállításhoz kapcsolódó problématípusokat kiszolgáló rendszer tervezése esetén az alábbi infrastrukturális elvárások figyelembevétele ajánlott:
- MI alapú öntanuló keretrendszer:
  - Automatizált úthálózati-gráf építés
  - Automatikus jármű priorizálás
  - Jármű elhelyezés tanítás támogatása
  - Egyedi műszakdefiníciók kezelése
  - Automatizált HR-igény generálás
  - Időjárási és közlekedési viszonyok tanulása
  - K+F alapú algoritmusok a számítás során
  - K+F alapú számítási heurisztikák és kombinálásuk
  - Különböző kiértékelők alkalmazási lehetősége
  - Gráf-mintázatok felismerésén alapuló gyorsítótár
  - Munkába és haza utazás összevont optimalizálása
- A rendszer rugalmassága és skálázhatósága:
  - Tetszőleges számú gyár
  - Tetszőleges számú személyszállító cég
  - Változó körülményekhez való adaptív alkalmazkodás
  - Területi sajátosságok öntanuló felmérése
- Azonnali és teljes körű adatszolgáltatás:
  - Integrált információ szolgáltatási platformok:
    - GPS készülék és alkalmazás a buszokon
    - TV kijelző a gyárakban
    - Mobil applikáció
    - Mobil weboldal
    - Pdf menetrend

  - Valós idejű járműkövetés és információszolgáltatás
  - Dinamikus menetrend frissítés és késés értesítés
  - Összesített és részletes kimutatások
  - Szervezettség, részletes útiterv

## Fordítás
- Ez a szócikk részben vagy egészben  a   Vehicle routing problem című angol Wikipédia-szócikk fordításán alapul.  Az eredeti cikk szerkesztőit annak laptörténete sorolja fel. Ez a jelzés csupán a megfogalmazás eredetét és a szerzői jogokat jelzi, nem szolgál a cikkben szereplő információk forrásmegjelöléseként.